# John Cavendish
John Cavendish (ur. 22 października 1732, zm. 18 grudnia 1796) – brytyjski arystokrata i polityk.
Był najmłodszym synem Williama Cavendisha, 3. księcia Devonshire, i Catherine Hoskins. Był deputowanym do Izby Gmin z okręgów Weymouth and Melcombe Regis (1754–1761), Knaresborough (1761–1768), City of York (1768–1784) i Derbyshire (1794–1796).
W 1782 r. został członkiem Tajnej Rady. W gabinetach Rockinghama (1782) i Portlanda (1783) był kanclerzem skarbu.